# فانكودي
فانكودي (بالإنجليزية: Vannakkudi)‏ هي منطقة سكنية تقع في الهند في Thiruvidaimarudur Taluk.